# Bernd Dießner
Bernd Dießner, né le 16 mars 1946 à Aken-Elbe, est un athlète allemand de l'Allemagne de l'Est spécialiste du 5 000 mètres. 

## Biographie
Il participe au 5 000 mètres des Jeux de Mexico, en 1968 mais ne termine que 6e et non-qualifié de sa série.

### Palmarès
| Date | Compétition             | Lieu     | Résultat | Épreuve | Performance   |
| ---- | ----------------------- | -------- | -------- | ------- | ------------- |
| 1966 | Championnats d'Europe   | Budapest | 3e       | 5 000 m | 13 min 47 s 8 |
| 1968 | Jeux européens en salle | Madrid   | 2e       | 3 000 m | 8 min 11 s 0  |
| 1969 | Championnats d'Europe   | Athènes  | 4e       | 5 000 m | 13 min 50 s 4 |

### Records
| Épreuve      | Performance   | Lieu | Date |
| ------------ | ------------- | ---- | ---- |
| 5 000 mètres | 13 min 31 s 2 |      | 1972 |